# Спасовка (Ніноцмінда)
Спасовка (груз. სპასოვკა) — село в Грузії.
За даними перепису населення 2014 року в селі проживає 269 осіб.